# Gelcoat
Un gelcoat (de l'anglais gel coat, couche de gel) aussi appelé topcoat ou enduit gélifié est un matériau à base de résine synthétique, utilisé pour fournir une haute finition et protection de la surface visible d'un matériau composite souvent composé de fibres variées.

## Fonctions
Le gelcoat est la peau extérieure de ces composites. Les gelcoats sont conçus pour protéger durablement le matériau : résistance aux rayures, bonne tenue aux ultraviolets ainsi qu'à la reprise d'humidité (hydrolyse) qui peut mener au bout de quelques années à l'osmose (« maladie » du polyester) si le composite est immergé. 

## Composition des gelcoats
Les gelcoats sont des résines modifiées appliquées à l'état liquide sur les matériaux composites. Les plus répandus sont en résine époxyde ou polyester insaturé.
Les gelcoats sont habituellement pigmentés pour obtenir une couleur, une surface brillante qui améliore l'esthétique. Certains sont pailletés, nacrés, transparents, ponçables ou autoextinguibles. En plus de pigment, un gelcoat peut contenir, si nécessaire, un additif thixotrope pour éviter la coulure quand on l'applique sur une face verticale du moule, ce qui améliore la qualité des surfaces.

## Composition des matériaux composites
Généralement les composites concernés ont un aspect fibreux (type fibre de verre, fibre de carbone ou Kevlar). 

## Procédé
Si le composite est obtenu par moulage, le gelcoat est déposé en premier contre le moule préalablement enduit d'un produit facilitant le démoulage futur (par exemple de la cire) à l'aide d'un rouleau ou d'un pistolet à peinture.
Si le gelcoat est appliqué sur un matériau, il doit être additivé avec de la paraffine qui va remonter lors de la polymérisation et créer un film étanche à l'humidité de l'air, sinon la surface ne peut durcir, et reste poisseuse. Dans ce cas, il faudra, si on désire peindre, ou coller par la suite absolument enlever ce film de paraffine en ponçant ou avec un solvant approprié.
Attention également, pas de gelcoat polyester sur du masticage époxy sinon le gelcoat restera poisseux, même paraffiné.

## Utilisations
De nombreux bateaux, avions et planeurs sont fabriqués avec des matériaux composites. La couche extérieure, dure, est souvent un gelcoat, typiquement de 0,5 mm à 0,8 mm d'épaisseur. Certaines montres haut de gamme, fabriquées en fibre de carbone, sont également concernées. On peut aussi en trouver en revêtement de piscine.